# Amphiesma boulengeri
Amphiesma boulengeri este o specie de șerpi din genul Amphiesma, familia Colubridae, descrisă de Gressitt 1937. A fost clasificată de IUCN ca specie cu risc scăzut. Conform Catalogue of Life specia Amphiesma boulengeri nu are subspecii cunoscute.